# Internet Information Services
IIS (Internet Information Services - anteriormente denominado Internet Information Server) é um servidor web criado pela Microsoft para seus sistemas operacionais para servidores. Sua primeira versão foi introduzida com o Windows NT Server versão 4, e passou por várias atualizações. É também o sucessor do PWS.
A versão mais recente é o IIS 10 (disponível apenas no Windows Server 2016 e Windows 10). A função do IIS no Windows server é oferecer uma plataforma para a hospedagem de sites, serviços e aplicativos, sendo capaz de integrar as seguintes tecnologias: ASP.NET, FTP, PHP, WCF e o próprio IIS.
Uma de suas características mais utilizadas é a geração de páginas HTML dinâmicas, que diferentemente de outros servidores web, usa tecnologia proprietária, o ASP (Active Server Pages), mas também pode usar outras tecnologias com adição de módulos de terceiros.
Para utilizar essa ferramenta faz-se necessário adquirir licença de uso que para cada instalação ou versão é preciso de pagamento.
Depois do lançamento da plataforma .NET em 2002 o IIS ganhou também a função de gerenciar o ASP.NET. Este é formado basicamente por dois tipos de aplicações:
- Páginas Web: Tradicionais acessadas por usuários, contém a extensão ASPX
- Web Services: Funções disponibilizadas pela rede, chamada por aplicativos ASMX

O ASP.NET, assim como o seu concorrente direto, o JSP, é compilado antes da execução. Esta característica traz vantagens sobre as opções interpretadas, como o ASP e o PHP.

## Vantagens e Recursos
- Maximiza a segurança da Web através de um consumo de servidor reduzido e do isolamento automático de     aplicativo.
- Implanta e executa o ASP.NET, o ASP clássico e os aplicativos Web do PHP no mesmo servidor.
- Faz o isolamento de aplicativo concedendo aos processos de trabalho, por padrão, uma identidade exclusiva e uma configuração de área restrita, reduzindo ainda mais os riscos de segurança.
- Adiciona e remove os componentes internos do IIS, e até mesmo os substitui por módulos personalizados, adequados às necessidades do usuário.
- Agiliza o site através de um cache dinâmico interno e de uma compactação avançada.
- Usar o Gerenciador do IIS para configurar recursos do IIS e administrar sites.
- Usar o protocolo FTP para permitir que proprietários de site carreguem e baixam arquivos.
- Usar o isolamento de site para impedir que um site interfira em outros sites no servidor.
- Configurar aplicativos Web que são escritos através de várias tecnologias, como ASP clássico, ASP.NET e PHP.
- Usar o Windows PowerShell para automatizar o gerenciamento da maioria das tarefas de administração do servidor Web.
- Configurar vários servidores Web em um farm de servidores que podem ser gerenciados usando o IIS.
- Tirar grande proveito do hardware NUMA e obter desempenho satisfatório do servidor habilitado para NUMA.
- O diretório base do site padrão é Unidade_Local:\Inetpub\Wwwroot normalmente C:\Inetpub\wwwroot[3]

## Origem e histórico de versões
whats mininx
```
Foi um projeto da 
EMWAC
(European Microsoft Windows NT Academic Centre), parte da universidade de Edimburgo, na Escócia. Originalmente distribuído como um 
Freeware
, o servidor da EMWAC não conseguia suportar o crescente trafego da pagina Microsoft.com, portanto foi necessário o desenvolvimento de um novo e mais eficiente servidor: o IIS.
```

### Versões
A maioria das versões do IIS acompanharam uma versão do Windows Server:
- IIS 1.0: Liberado como um add-on gratuito para o Windows NT 3.51;
- IIS 2.0: Incluso no Windows NT 4.0;
- IIS 3.0: Incluso no service pack 2 para o Windows NT 4.0; introduziu o ASP;
- IIS 4.0: Liberado como parte de um pacote opcional para o Windows NT 4.0 (Atualização Opcional);
- IIS 5.0: Incluso no Windows 2000; Trouxe melhorias de autenticação, administração e para o ASP;
- IIS 5.1: Incluso no Windows XP Professional; poucas diferenças para com a versão anterior;
- IIS 6.0: Incluso no Windows Server 2003 e Windows XP Professional (64bit); Adicionou suporte ao IPv6 e melhorias em segurança e confiabilidade;
- IIS 7.0: Incluso no Windows Server 2008 e Windows Vista (exceto as versões Starter e Home Basic); Versão remodelada e atualizada do IIS; Acrescentou maior suporte ao .NET Framework, aplicação de gerenciamento e melhorias de segurança;
- IIS 7.5: Introduzido no Windows Server 2008 R2 e Windows 7; Melhoria nos módulos de FTPD e gerenciamento por linha de comando em PowerShell;
- IIS 8.0: Introduzido no Windows Server 2012 e Windows 8; Acrescentou módulos para sistemas de arquitetura NUMA; Gráfico de uso dos servidores web

Gráfico de uso dos servidores web

- IIS 8.5: Introduzido no Windows Server 2012 R2 e Windows 8.1; Acrescentou ativação dinâmica de sites e Logging melhorado.

## Dados de mercado
De acordo com a Netcraft, em uma pesquisa feita em fevereiro de 2014 que abrangia todos os tipo de sites da web, o IIS é o segundo servidor mais popular na rede, possuindo uma fatia equivalente a 33% do mercado, contra 38% do apache HTTP server. A pesquisa constatou também uma tendência de crescimento do IIS nos próximos meses, tendo em vista de que desde abril de 2012 o software vem conquistando usuários do apache. Para fins ilustrativos podemos comparar os dados de janeiro e fevereiro de 2014. Em janeiro a relação entre o apache e IIS era respectivamente de 41% e 29%. No mês seguinte o apache teve uma queda de 3,41% enquanto que o software da Microsoft sofreu um aumento de 3,38%. No que diz respeito a sites com quantidades de tráfico extremamente altas, o apache continua com uma grande fatia dos usuários mantendo uma porcentagem de 53% do mercado contra 12% do IIS.

## Segurança
As primeiras versões do IIS sofriam com uma grande quantidade de vulnerabilidades, que levaram inclusive ao problema com o code red worm. A partir das versões 6.0 e 7.0 estas falhas passaram a ser corrigidas. A versão 6.0 trouxe mudanças na controladora ISAPI (que era pré instalada no sistema) reduzindo as chances de ataque ao sistema. Nesta versão também foram introduzidas as extensões de serviço web, que ajudava a evitar que o IIS iniciasse programas sem a autorização do administrador.
Em junho de 2007, em uma pesquisa feita pelo Google em mais de 80 milhões de servidores constatou-se que o IIS continha cerca de 49% dos malware da internet em seus servidores, ainda que na época possuísse apena 23% do mercado da web. De acordo a pesquisa isto poderia ser decorrente do uso de versões não originais dos sistemas da Microsoft, ainda que a própria empresa tenha afirmado disponibilizar todas as atualizações de segurança para todos os usuários.